# Ralf Christoffers

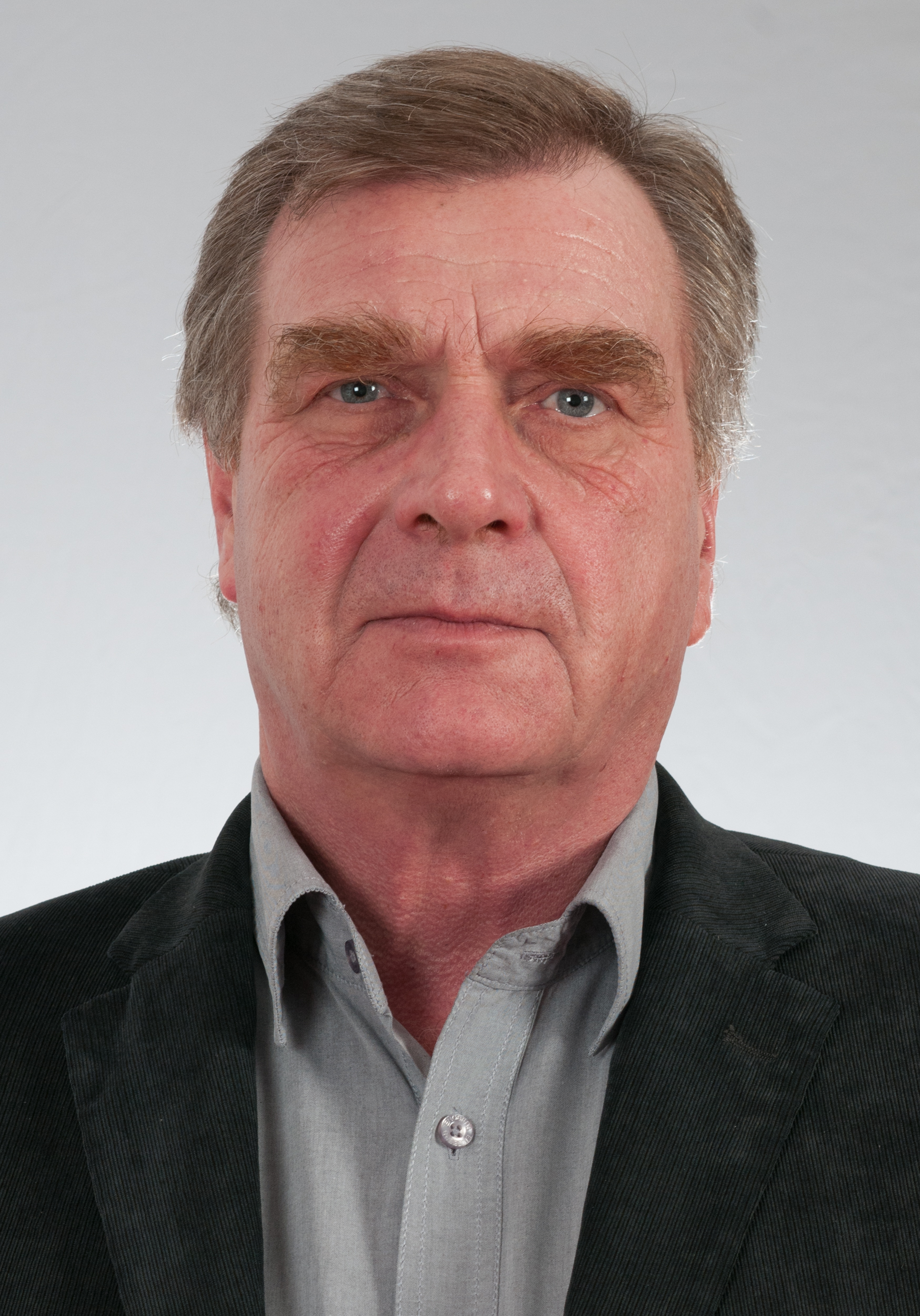
Ralf Christoffers (2016)

Ralf Christoffers (* 8. Oktober 1956 in Rostock) ist ein deutscher Politiker (PDS, Die Linke). Christoffers war von 1994 bis 2019 Abgeordneter im Landtag Brandenburgs und von 2001 bis 2005 Landesvorsitzender der PDS Brandenburg. Von 2009 bis 2014 amtierte er als Minister für Wirtschaft und Europaangelegenheiten von Brandenburg.

## Leben
1973 bis 1981 absolvierte Christoffers eine Berufsausbildung zum Schiffbauer und Schlosser. 1981 bis 1982 erwarb er an der Jugendhochschule „Wilhelm Pieck“ der FDJ die fachgebundene Hochschulreife. Von 1983 bis 1986 studierte er Gesellschaftswissenschaften an der Parteihochschule „Karl Marx“ der SED und arbeitete danach von 1986 bis 1990 als Dozent für Philosophie an der (internationalen) Jugendhochschule „Wilhelm Pieck“, wo zudem als stellvertretender Leiter des Lehrstuhls für Philosophie fungierte. Von 1991 bis 1994 war er wissenschaftlicher Mitarbeiter der PDS-LL-Fraktion des Brandenburger Landtages. Christoffers ist verheiratet und hat fünf Kinder.

## Politik
Christoffers trat 1990 in die PDS (ab Juli 2005 Die Linkspartei.PDS, ab Juni 2007 Die Linke) ein. Ab Oktober 1994 war er Abgeordneter des Brandenburger Landtages und von 2001 bis 2005 Vorsitzender des brandenburgischen Landesverbandes der PDS.
Von September 2007 bis November 2009 war Christoffers stellvertretender Vorsitzender der Fraktion Die Linke. Von November 2007 bis zum Ende der Legislaturperiode war er zudem Vorsitzender des Ausschusses für Haushalt und Finanzen. 2010 bis 2014 war er Mitglied im Ausschuss der Regionen der Europäischen Union. Seit Juni 2015 war er Vorsitzender der Fraktion Die Linke.
Vom 26. März 2010 bis Oktober 2014 war er einer von vier Vertretern des Landes Brandenburg im Aufsichtsrat der Flughafen Berlin Brandenburg GmbH.

## Minister in Brandenburg
Von 2010 bis 2014 war Christoffers in Brandenburg Minister für Wirtschaft und Europaangelegenheiten, als Nachfolger von Ulrich Junghanns, CDU. Wie dieser ist er Mitglied des Präsidiums der Oskar-Patzelt-Stiftung.
Wegen seiner Wirtschaftspolitik, die entsprechend der Koalitionsvereinbarung mit der SPD auch auf eine Fortführung des Braunkohletagebergbaus in der Lausitz ausgerichtet war, stand Christoffers parteiintern jedoch heftig in der Kritik. Der damalige Linke-Bundestagsabgeordnete aus dem brandenburgischen Wahlkreis Cottbus/Spree-Neiße Wolfgang Nešković bezeichnete Christoffers Ende 2010 in einem Zeitungsinterview als eine Fehlbesetzung und warf ihm vor, Politik rechts von der SPD zu machen. Die Mehrheit des Brandenburger Landesverbandes folgte Christoffers auf dem Weg des schrittweisen Ausstiegs aus der Braunkohle bis 2040, wie es die Partei in ihren Wahlprogrammen festgeschrieben hatte.
Ralf Christoffers ist Mitglied im Verwaltungsrat der Sparkasse Barnim und der Investitionsbank des Landes Brandenburg (ILB).